# رالف استیدمن
رالف استیدمن (انگلیسی: Ralph Steadman؛ زادهٔ ۱۵ مهٔ ۱۹۳۶) یک هنرمند اهل بریتانیا است که به خاطر همکاری با نویسنده آمریکایی هانتر اس. تامپسون شهرت دارد.

## زندگی شخصی
استیدمن متولد والاسی در چشایر و بزرگ شده آبرگل در ویلز شمالی است. او با داشتن پدری بازاریاب و مادری که دستیار فروشگاه در تی جی هیوز واقع در لیورپول بود، پس‌زمینه‌ای از طبقه متوسط رو به پایین دارد. استیدمن در دهه ۱۹۶۰ ضمن حضور در کالج ایست هم تکنیکال و کالج ارتباطات لندن، به عنوان طراح مستقل در مجله پانچ، پرایوت آی، دیلی تلگراف، نیویورک تایمز و رولینگ استون مشغول به فعالیت بود. در حال حاضر استیدمن همراه با همسرش در کنت انگلستان زندگی می‌کند.